# David Cometopulo
David (en búlgaro: Давид) (muerto en 976) fue un noble búlgaro, hermano del emperador Samuel y el hijo mayor de Comita Nikola. Después de la desastrosa invasión de los ejércitos de la Rus y la caída del noreste de Bulgaria bajo la ocupación bizantina en 971, él y sus tres hermanos más jóvenes tomaron el liderazgo de la defensa del país. Ellos ejecutaron su poder juntos y cada uno de ellos gobernó y defendió una región independiente. Él gobernó la parte más meridional del reino desde Prespa hasta Kostur y fue el responsable de defender las peligrosas fronteras con Solun y Tesalia. En 976 él participó en el mayor asalto contra el Imperio bizantino pero fue asesinado por vagabundos valacos entre Prespa y Kostur.

## Genealogía
|       |       |       |       |       |       |  |  |         |         |         |         |         |         | Comita Nikola | Comita Nikola | Comita Nikola | Comita Nikola | Comita Nikola | Comita Nikola |        |        |  |  |                    |                    | Ripsimia de Armenia | Ripsimia de Armenia | Ripsimia de Armenia | Ripsimia de Armenia | Ripsimia de Armenia | Ripsimia de Armenia |
|       |       |       |       |       |       |  |  |         |         |         |         |         |         | Comita Nikola | Comita Nikola | Comita Nikola | Comita Nikola | Comita Nikola | Comita Nikola |        |        |  |  |                    |                    | Ripsimia de Armenia | Ripsimia de Armenia | Ripsimia de Armenia | Ripsimia de Armenia | Ripsimia de Armenia | Ripsimia de Armenia |
|       |       |       |       |       |       |  |  |         |         |         |         |         |         |               |               |               |               |               |               |        |        |  |  |                    |                    |                     |                     |                     |                     |                     |                     |
|       |       |       |       |       |       |  |  |         |         |         |         |         |         |               |               |               |               |               |               |        |        |  |  |                    |                    |                     |                     |                     |                     |                     |                     |
| David | David | David | David | David | David |  |  | Moisés? | Moisés? | Moisés? | Moisés? | Moisés? | Moisés? |               |               | Aarón?        | Aarón?        | Aarón?        | Aarón?        | Aarón? | Aarón? |  |  | Samuel de Bulgaria | Samuel de Bulgaria | Samuel de Bulgaria  | Samuel de Bulgaria  | Samuel de Bulgaria  | Samuel de Bulgaria  |                     |                     |

Sin embargo, también hay otra versión sobre el origen de David. David ganó el título de "comes" durante su servicio en el ejército bizantino que reclutaban a muchos armenios de la región oriental del imperio. El historiador del siglo XI Esteban Asoghik escribió que Samuel tenía un hermano, y fueron armenios del distrito de Derjan. Esta versión es apoyada por los historiadores Nicolás Adontz, Jordan Ivanov, y la inscripción de Samuel donde se dice que el hermano de Samuel es David. Además, los historiadores Yahya de Antioquia y Jorge Elmacin  establecen una distinción clara de la raza de Samuel y David (los Cometopuli) de la de Moisés y Aarón (la raza real).